# Paul Townsend
Paul Kingsley Townsend ist ein britischer theoretischer Physiker, der sich mit Stringtheorie und deren Erweiterungen befasst.

## Leben
Townsend wurde 1976 an der Brandeis University bei Howard Schnitzer promoviert (The 1/N Expansion of scalar field theories). Als Post-Doktorand war er an der State University of New York at Stony Brook, dem CERN (als UK Junior Fellow) und als Joliot Curie Fellow an der École normale supérieure. 1984 wurde er Lecturer am DAMTP (Department of Applied Mathematics and Theoretical Physics) der Universität Cambridge, wo er heute Professor ist.
Townsend war einer der ersten, der Erweiterungen von Strings auf mehr Dimensionen, Membrane oder Brane, betrachtete. Mit Eric Bergshoeff und Ergin Sezgin betrachtete er 1987 Supermembran-Lösungen in der 11-dimensionalen Supergravitation. Insgesamt klassifizierte er mit Anna Achucarro, Jonathan Evans und David Wiltshire 1987 zwölf ausgedehnte Objekte, die in supersymmetrischen Theorien erlaubt sind.
Seine Arbeit mit Christopher Hull über String-Dualitäten 1994 war einer der Auslöser der Zweiten Superstring Revolution. Speziell zeigten sie die Dualität von Heterotischer und Type IIA Stringtheorie in sechs Dimensionen.
2000 wurde er Fellow der Royal Society.